# Jon Wozencroft
Jon Wozencroft (* 1. Juni 1958 in Epsom, England) ist ein britischer Grafikdesigner, Autor und Lehrer. Er ist Gründer des Independent-Multimedia-Verlages und Musiklabels Touch.

## Leben und Wirken
Wozencroft studierte am London College of Printing (heute London College of Communication). Er arbeitete als Autor für verschiedene Verlagshäuser wie beispielsweise Reader’s Digest sowie, zusammen mit zahlreichen Künstlern und Musikern, als Grafikdesigner.
1982 gründete er den multimedialen Verlag Touch. Durch Touch entstand eine enge Zusammenarbeit mit dem Grafikdesigner Neville Brody. 1988 veröffentlichte Wozencroft über seinen Kollegen die vielbeachtete Designermonografie The Graphic Language of Neville Brody. 1990 gründete Wozencroft zusammen mit Brody das Designprojekt FUSE, das sich als Foundry vornehmlich der Entwicklung experimentellen Grafikdesigns und Typografie sowie dem Vertrieb moderner Schriftarten widmete (bis 2000). Bei FUSE wirkten Designer wie David Carson, Matthew Carter, Tibor Kalman, Vaughan Oliver, Erik Spiekermann oder Cornel Windlin mit.
Ab 1992 lehrte Wozencroft als Dozent an der Londoner Central Saint Martins College of Art and Design, wo er einen neuen Bachelor-Lehrgang für Grafikdesign einführte. 1994 wurde er Tutor und assistierender Kursleiter im Bereich Interaktives Multimediadesign am Royal College of Art. Heute ist Wozencroft Senior Tutor am Communication Art and Design Department des Royal College of Art.
Zusammen mit Geir Jenssen (Biosphere) veröffentlichte Wozencroft 2010 das MP3/FLAC-Album Substrata 2.1 auf dem eigenen Label.

## Veröffentlichungen
- The Graphic Language of Neville Brody. Thames & Hudson Ltd, 1988, ISBN 0-500-27496-7.
- The Graphic Language of Neville Brody 2. Thames & Hudson Ltd, 1994, ISBN 0-500-27770-2.

### Artikel
- Out of the Blue, Artikel über Peter Savilles Gestaltung des Albums Unknown Pleasures von Joy Division im Kunstmagazin TATE ETC, Ausgabe 10, Sommer 2007.  (Text online)